# Rualena cruzana
Rualena cruzana là một loài nhện trong họ Agelenidae.
Loài này thuộc chi Rualena. Rualena cruzana được Ralph Vary Chamberlin & Wilton Ivie miêu tả năm 1942.